# Regering-Carton de Wiart
De regering-Carton de Wiart (20 november 1920 - 16 december 1921) was een Belgische regering. Het was een coalitie van de Katholieke Partij (73 zetels), BWP (70 zetels) en de Liberale Partij (34 zetels). De regering volgde de regering-Delacroix II op en werd opgevolgd door de regering-Theunis I. Het was deze regering die werd geconfronteerd met een depressie in de wereldeconomie die leidde tot een daling van de productie en een stijging van de werkloosheid, waardoor de staat de vakbondsfondsen financieel moest steunen.

## Verloop
De voorgaande regering, de regering-Delacroix II diende haar ontslag in op 3 november 1920. Op 8 november benoemde koning Albert I Henry Carton de Wiart tot formateur. Op 20 november stelde hij zijn nieuwe regering voor. Het was weer een regering van nationale eenheid, een zogenaamde tripartite. De regering telde 5 ministers van de Katholieke Partij, 4 van de BWP en 3 van de Liberale Partij.
De regering loodste de grondwetsherziening, met onder meer het algemeen enkelvoudig stemrecht en een hervorming van de Senaat, door het parlement. Socialistische verwezenlijkingen waren de invoering van de achturige werkdag (wet van 14 juni 1921) en de afschaffing van artikel 310 van het Strafwetboek, dat werd gezien als een belemmering van het stakingsrecht (wet van 24 mei 1921). Een andere eis van de socialisten, de beperking van de dienstplicht tot zes maanden, haalde het echter niet. De katholieken haalden een slag binnen met de toekenning van de rechtspersoonlijkheid aan verenigingen zonder winstoogmerk (wet van 27 juni 1921), van belang voor religieuze gemeenschappen, caritatieve en onderwijsinstellingen. Daarnaast wisten zij zich door de wet op de vrijheid van vereniging (wet van 24 mei 1921) gevrijwaard van socialistische monopolisering van de vakbonden.
Op 15 oktober 1921 werd de grondwetsherziening door de koning afgekondigd, wat de ontbinding van de Kamers impliceerde. De socialisten begonnen daarop onmiddellijk te mobiliseren voor de op handen zijnde verkiezingen volgens het nieuwe systeem, en verlieten de regering op 24 oktober 1921. Dit betekende het einde van de naoorlogse heilige unie tussen katholieken, socialisten en liberalen. Op 4 oktober namen de liberale ministers ontslag omdat de regering met een stemming meerderheid (katholiek) tegen minderheid (liberaal) beslist had om Frans Van Cauwelaert te benoemen tot burgemeester van Antwerpen. De restregering bood haar ontslag aan na die verkiezingen van 20 november 1921. Ze bleef de lopende zaken waarnemen tot de installatie van de regering-Theunis I op 16 december 1921.

## Samenstelling
De regering-Carton de Wiart telde aanvankelijk 12 ministers: 5 voor de Katholieke Partij, 4 voor de BWP en 3 voor de Liberale Partij.
| Ambtsbekleder                                | Ambtsbekleder                       | Ambtsbekleder                     | Functie                                                 | Termijn                             | Partij                                |
| -------------------------------------------- | ----------------------------------- | --------------------------------- | ------------------------------------------------------- | ----------------------------------- | ------------------------------------- |
|                                              |                                     | Henri Carton de Wiart (1869-1951) | Eerste Minister                                         | 20 november 1920 - 16 december 1921 | Katholieke Partij                     |
| Minister Binnenlandse Zaken                  | 20 november 1920 - 16 december 1921 | Henri Carton de Wiart (1869-1951) |                                                         |                                     | Katholieke Partij                     |
|                                              |                                     | Emile Vandervelde (1866-1938)     | Minister Justitie                                       | 20 november 1920 - 24 oktober 1921  | BWP                                   |
|                                              |                                     | Henri Jaspar (1870-1939)          | Minister Buitenlandse Zaken                             | 20 november 1920 - 16 december 1921 | Katholieke Partij                     |
|                                              |                                     | Jules Destrée (1863-1936)         | Minister Wetenschappen en Kunsten                       | 20 november 1920 - 24 oktober 1921  | BWP                                   |
|                                              |                                     | Georges Theunis (1873-1966)       | Minister Financiën                                      | 20 november 1920 - 16 december 1921 | extraparlementair (Katholieke Partij) |
|                                              |                                     | Albéric Ruzette (1866-1929)       | Minister Landbouw                                       | 20 november 1920 - 16 december 1921 | Katholieke Partij                     |
| Minister ad interim Openbare Werken          | 24 oktober 1921 - 16 december 1921  | Albéric Ruzette (1866-1929)       |                                                         |                                     | Katholieke Partij                     |
|                                              |                                     | Edward Anseele (1856-1938)        | Minister Openbare Werken                                | 20 november 1920 - 24 oktober 1921  | BWP                                   |
|                                              |                                     | Joseph Wauters (1875-1929)        | Minister Nijverheid, Arbeid en Bevoorrading             | 20 november 1920 - 24 oktober 1921  | BWP                                   |
|                                              |                                     | Xavier Neujean (1865-1940)        | Minister Spoorwegen, Zeewezen, Posterijen en Telegrafen | 20 november 1920 - 16 december 1921 | Liberale Partij                       |
| Minister ad interim Wetenschappen en Kunsten | 24 oktober 1921 - 16 december 1921  | Xavier Neujean (1865-1940)        |                                                         |                                     | Liberale Partij                       |
|                                              |                                     | Albert Devèze (1881-1959)         | Minister Landsverdediging                               | 20 november 1920 - 16 december 1921 | Liberale Partij                       |
|                                              |                                     | Louis Franck (1868-1937)          | Minister Koloniën                                       | 20 november 1920 - 16 december 1921 | Liberale Partij                       |
|                                              |                                     | Aloys Van de Vyvere (1871-1961)   | Minister Economische Zaken                              | 20 november 1920 - 16 december 1921 | Katholieke Partij                     |
| Minister ad interim Justitie                 | 24 oktober 1921 - 16 december 1921  | Aloys Van de Vyvere (1871-1961)   |                                                         |                                     | Katholieke Partij                     |
|                                              |                                     | Ernest Mahaim (1865-1938)         | Minister Nijverheid, Arbeid en Bevoorrading             | 24 oktober 1921 - 16 december 1921  | extraparlementair (liberaal)          |

### Herschikkingen
- Op 24 oktober 1921 nemen alle socialistische ministers uit de regering ontslag.
  - Jules Destrée, minister van Kunsten en Wetenschappen, wordt ad interim opgevolgd door Xavier Neujean, minister van Spoorwegen, Posterijen en Telegrafie.
  - Emile Vandervelde; minister van Justitie, wordt ad interim opgevolgd door Aloys Van de Vyvere, minister van Economische Zaken.
  - Edward Anseele, minister van Openbare Werken, wordt ad interim opgevolgd door Albéric Ruzette, minister van Landbouw.
  - Joseph Wauters, minister van Arbeid, Nijverheid en Ravitaillering, wordt opgevolgd door Ernest Mahaim (liberaal).